# Юрченко Михайло Іванович
Миха́йло Іва́нович Ю́рченко (* 5 грудня 1922, село Волошинівка, тепер Баришівського району Київської області — † 4 січня 2008, Кам'янець-Подільський) — Герой Радянського Союзу (надано 29 червня 1945), кавалер двох орденів Слави.
Від 1947 року жив у Кам'янці-Подільському.
7 травня 2008 року на будинку, де жив Юрченко (вулиця Ісайї Кам'янчанина, 4), встановлено меморіальну дошку.